# Umm al-Fahm

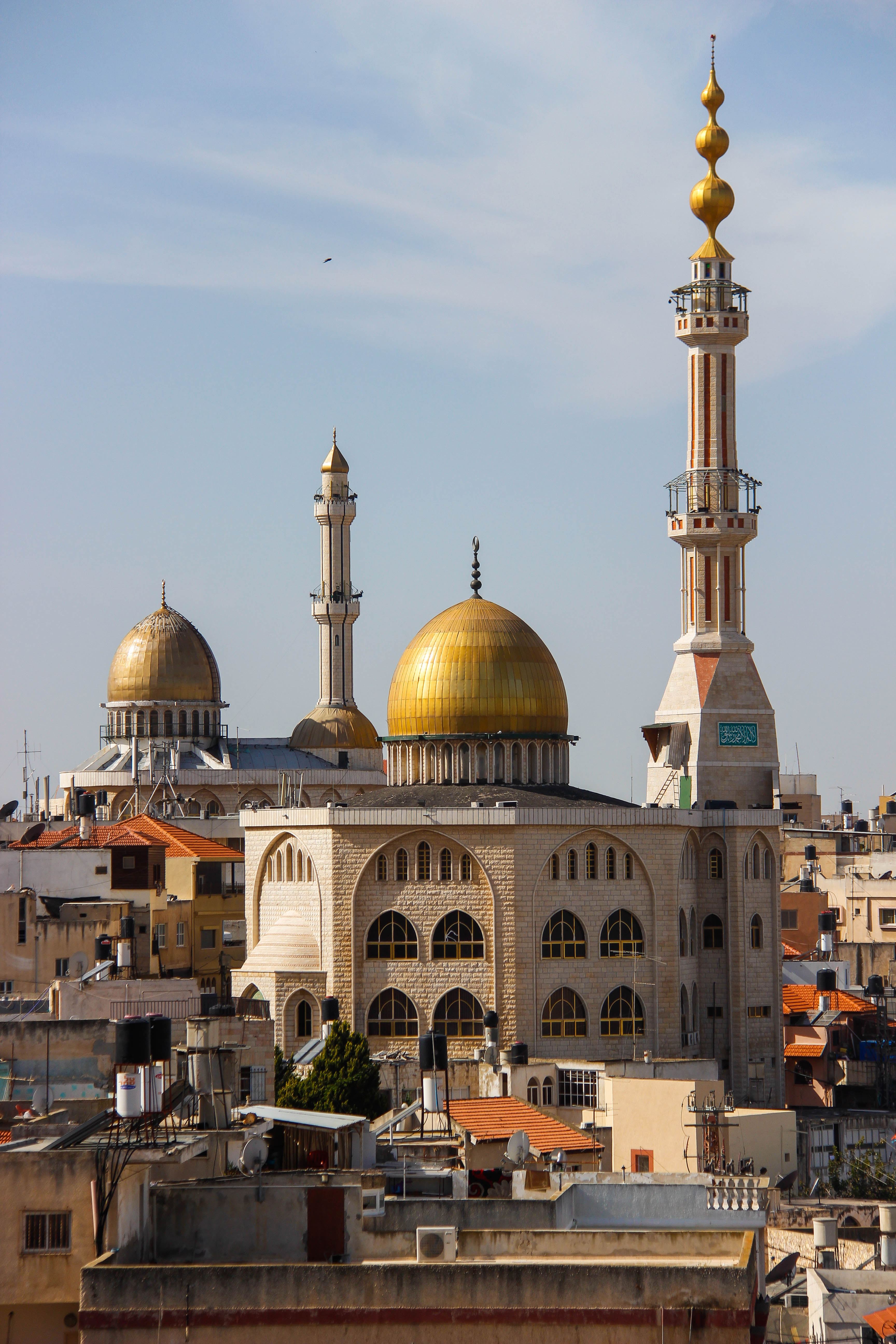
Zentralmoschee von Umm al-Fahm

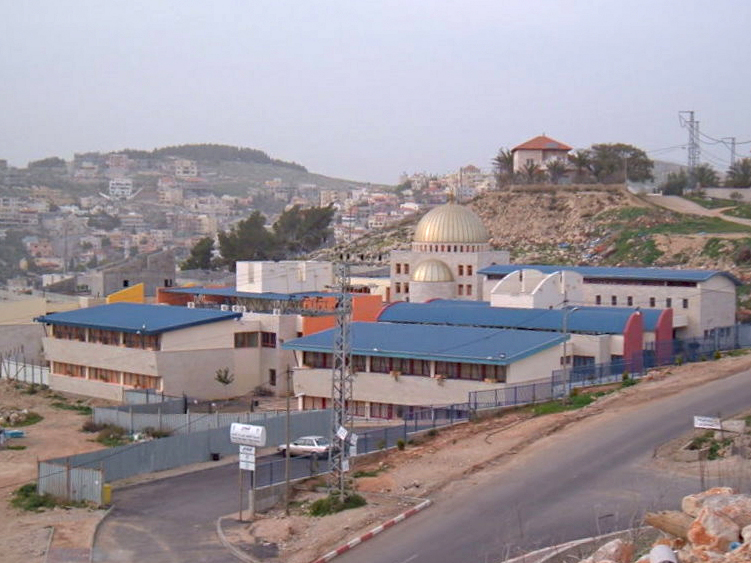
Schule in Umm al-Fahm

Umm al-Fahm (arabisch أُمّ ٱلْفَحْم, DMG Umm al-Faḥm; hebräisch אוּם אֶל-פַחֶם Ūm el-Fachem) ist eine Stadt in Israel. 2018 betrug die Einwohnerzahl 55.182. Die Bevölkerung von Umm al-Fahm besteht fast ausschließlich aus Arabern.

## Name
Der Name der Stadt bedeutet „Mutter der Kohle“ (auch „Besitzerin der Kohle“), was auf die wirtschaftliche Vergangenheit des 1265 gegründeten Ortes hinweist. Damals war die Gegend bewaldet und Zentrum der Köhlerei.

## Geschichte
Obwohl das Gebiet Umm al-Fahms im Krieg um Israels Unabhängigkeit von irakischen Einheiten eingenommen und bis Kriegsende erfolgreich gehalten wurde, zog das Königreich Irak im März 1949 seine Truppen unvermittelt ab, ohne sich mit Israel auf Bedingungen der Waffenruhe zu verständigen. So teilten sich dann Israel und Transjordanien im Waffenstillstandsabkommen von 1949 auf Rhodos das von irakischen Truppen geräumte Gelände in gegenseitigem Einvernehmen auf und fixierten die Grüne Linie in ihrem Verlauf. Israel und Jordanien vereinbarten auch, dass Israel diese territorialen Zugewinne an anderer Stelle durch Gebietsabtretungen ausgleicht. So kam Umm al-Fahm als Teil des Meschullaschs mit Wirkung vom 20. Mai 1949 an Israel, während Areale südwestlich von Hebron und südöstlich von Beit Scheʾan an Transjordanien (seit 1950 Jordanien genannt) kamen.
Im Jahre 1984 erhielt das 26 km² große Umm al-Fahm den Status einer Stadtverwaltung. Die 1999 gegründete ultranationalistische Partei Jisra’el Beitenu forderte, dass wenn ein „Transfer“ (gemeint ist damit in der Regel eine nicht im Detail definierte Vertreibung) der Palästinenser, den sie propagiert, nicht durchführbar sei, so solle unter anderem Umm al-Fahm Bestandteil eines Gebietsabtauschs mit den Palästinensern werden.
Bei einem Selbstmordanschlag eines Palästinensers in einem israelischen Bus der Linie 823 nahe der Stadt im Wadi Ara wurden am 20. März 2002 sieben Israelis getötet und mehr als 30 zum Teil schwer verletzt. Im Oktober 2023, nach Ausbruch einer neuerlichen Eskalation des israelisch-palästinensischen Konflikts in Israel und in Gaza, wurden Demonstrationen am Ort nicht genehmigt, was das Oberste Gericht bestätigte.

## Landtausch
Wegen der Nähe zum Westjordanland jenseits der Grünen Linie und der ausschließlich arabischen Bevölkerung wird die Stadt immer wieder als Kandidatin für einen möglichen Gebietstausch in einem zukünftigen Friedensvertrag mit den Palästinensern genannt, wodurch das Gebiet von annektierten israelischen Siedlungen kompensiert werden soll. Umm al-Fahms arabische Israelis sind jedoch nicht besonders daran interessiert, unter der Palästinensischen Autonomiebehörde zu leben. Im Januar 2014 machte Avigdor Lieberman einen solchen Vorschlag, den arabische Politiker in Verwirrung von Gebietstausch und Bevölkerungsaustausch als ethnische Säuberung bezeichneten. Donald Trumps Friedensplan von 2020 sah ebenfalls die Angliederung von Umm al-Fahm an einen zukünftigen Staat Palästina vor. Auch dieser Plan stieß überwiegend auf Ablehnung und wurde nicht weiter verfolgt.

## Söhne und Töchter der Stadt
- Tawfik Abu Wael (* 1976), arabisch-israelischer Filmemacher und Regisseur
- Yousef Jabareen (* 1972), arabisch-israelischer Politiker